# لغة سوقطرة السواحيلية
اللغة  السقطرية إحدى اللغات التي سادت في جزيرة سقطرى اليمنية. وتعد هذه اللغة الآن من اللغات المنقرضة التي لم يعد يتحدث بها إلا قلة من السكان. وفقاً للتقارير، في عام 1962، كان نحو خُمس سكان الجزيرة، أي حوالي 2000 شخص، لا يزالون قادرين على التحدث بهذه اللغة.
تُعتبر جزءاً من الإرث اللغوي والثقافي الفريد لجزيرة سقطرى، التي تُعرف بتنوعها البيئي والثقافي. تُظهر اللغة السواحلية السقطرية تأثيرات من اللغة السامية الجنوبية، إلى جانب تأثيرات من اللغات الأفريقية الشرقية، نظراً لموقع سقطرى الاستراتيجي بين شبه الجزيرة العربية والساحل الشرقي لأفريقيا.
يرجع انقراض اللغة إلى عوامل عديدة، من بينها التحولات الثقافية والاجتماعية التي شهدتها الجزيرة، وتأثير اللغة العربية، التي أصبحت اللغة الرسمية والمهيمنة في التعليم والإدارة. ومع تراجع استخدام اللغة السواحلية السقطرية، تضاءلت أيضاً المفردات الخاصة بثقافة الجزيرة وتقاليدها القديمة.
اليوم، تبرز جهود محدودة للمحافظة على التراث اللغوي والثقافي لسقطرى، إلا أن اللغة السواحلية السقطرية تعد جزءاً من اللغات المنقرضة التي تُدرس تاريخياً ولا يزال البحث فيها مستمراً من قبل المتخصصين المهتمين بدراسة تنوع اللغات.
لايوجد اي تقارب بين السقطرية والسواحلية اطلاقا 
بل لغة سقطرى تشبه المهرية والشحرية وليس لها اي علاقة بما يسمى سواحلية لابد ان يكون هناك امانة في النقل والطرح خاصة في موقع محترم وموثوق مثل ويكيبيديا ويجب محاسبة من يضع معلومات خاطئة وليس لها اي علاقة بالحقيقة 

## مظاهر الاختلاف مع السواحلية
تختلف اللغة السواحلية السقطرية، التي كانت تُستخدم في جزيرة سقطرى، عن السواحلية المعاصرة التي يتحدث بها سكان شرق إفريقيا، رغم وجود بعض التشابهات اللفظية البسيطة. ويعود هذا الاختلاف إلى انفصال السواحلية السقطرية عن مسار تطور السواحلية الإفريقية الذي تأثر بثقافات متنوعة على مدى قرون.
- البنية النحوية: تتشابه السواحلية السقطرية في بنيتها مع اللغات السامية الجنوبية، مثل الحميرية والعربية القديمة، بينما اتبعت السواحلية الإفريقية نظاماً بانتوياً مختلفاً، يظهر في ترتيب الكلمات واستخدام الأزمنة.
- المفردات: تحتوي السواحلية السقطرية على مفردات تعكس البيئة الثقافية والطبيعية لجزيرة سقطرى، وتشمل أسماء نباتات وحيوانات محلية غير موجودة في السواحلية الإفريقية. في المقابل، تأثرت السواحلية الإفريقية بكلمات من العربية والفارسية واللغات الأوروبية نتيجة تفاعلها الطويل مع هذه الثقافات.
- الأصوات والنطق: تمتاز السواحلية السقطرية بأصوات مميزة، تتأثر باللغات السامية الجنوبية، مما يمنحها طابعاً مختلفاً عن الأصوات الناعمة للسواحلية الإفريقية.
- التأثيرات الثقافية والدينية: احتفظت السواحلية السقطرية بخصائص ثقافية ودينية محلية، نتيجة العزلة النسبية للجزيرة، بينما تأثرت السواحلية الإفريقية بتداخل مكثف مع الثقافات الإسلامية والعربية، إضافة إلى التأثير البريطاني خلال فترة الاستعمار.
- التدوين والانتشار: لم تُدوَّن السواحلية السقطرية بشكل واسع، مما أدى إلى قلة توثيقها ودراستها، في حين أن السواحلية الإفريقية تتمتع بتاريخ طويل من التدوين والأدب الشفهي، الذي ساهم في نشرها وتطويرها.

تجسد هذه الفروقات تطوراً لغوياً متميزاً للسواحلية السقطرية، التي بقيت منعزلة ثقافياً وجغرافياً، في مقابل السواحلية الإفريقية التي تأثرت بشكل أكبر بالتفاعل الثقافي عبر القرون.